# Sucha biała pora (film)
Sucha biała pora (ang. A Dry White Season) – amerykański film historyczny z 1989 roku w reżyserii Euzhan Palcy, zrealizowany na podstawie książki André Brinka Sucha biała pora. Zdjęcia kręcono w Zimbabwe.

## Obsada
- Donald Sutherland – Ben du Toit
- Janet Suzman – Susan du Toit
- Zakes Mokae – Stanley Makhaya
- Jürgen Prochnow – kapitan Stolz
- Susan Sarandon – Melanie Bruwer
- Marlon Brando – Ian McKenzie
- Winston Ntshona – Gordon Ngubene
- Thoko Ntshinga – Emily Ngubene

## Fabuła
Johannesburg, rok 1976. W Soweto, zamieszkanym przez czarnoskórych, młodzież szkolna protestuje przeciw systemowi szkolnemu dyskryminującemu czarne dzieci. Policja bez ostrzeżenia strzela do demonstrantów. Ginie 58 dzieci, a 700 jest rannych. Jednym z zatrzymanych na demonstracji jest syn państwa Ngubene. Kiedy ojciec próbuje się dowiedzieć, co się z nim stało, zostaje aresztowany. Po jakimś czasie policja informuje Emily Ngubene, że jej syn zginął podczas zamieszek, a mąż popełnił samobójstwo. Ona jednak w to nie wierzy.

## Nagrody i nominacje
Oscary za rok 1989
- Najlepszy aktor drugoplanowy – Marlon Brando (nominacja)

Złote Globy 1989
- Najlepszy aktor drugoplanowy – Marlon Brando (nominacja)

Nagrody BAFTA 1989
- Najlepszy aktor drugoplanowy – Marlon Brando (nominacja)